# Hermann von Siemens

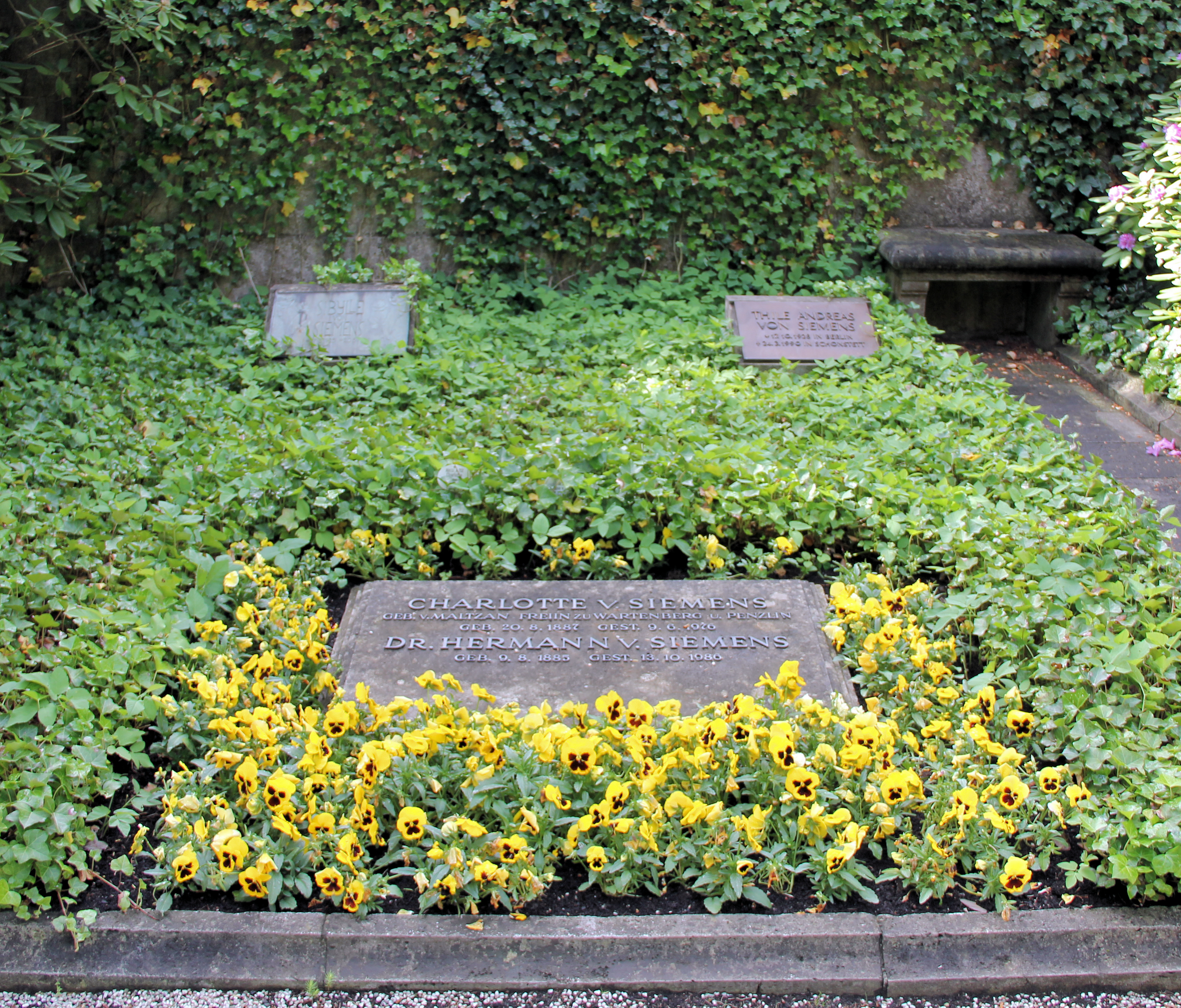
Graven van Siemens

Hermann von Siemens (9 augustus 1885 – 13 oktober 1986) was een Duits zakenman.

## Biografie
Von Siemens werd in 1885 geboren als zoon van Arnold von Siemens en kleinzoon van Werner von Siemens. In 1933 werd Von Siemens lid van de Duitse Nationale Volkspartij. Tussen 1941 en 1956 stond hij aan het hoofd van Siemens AG.
Hij overleed in 1986 op 101-jarige leeftijd.